# Höhenkirchen-Siegertsbrunn

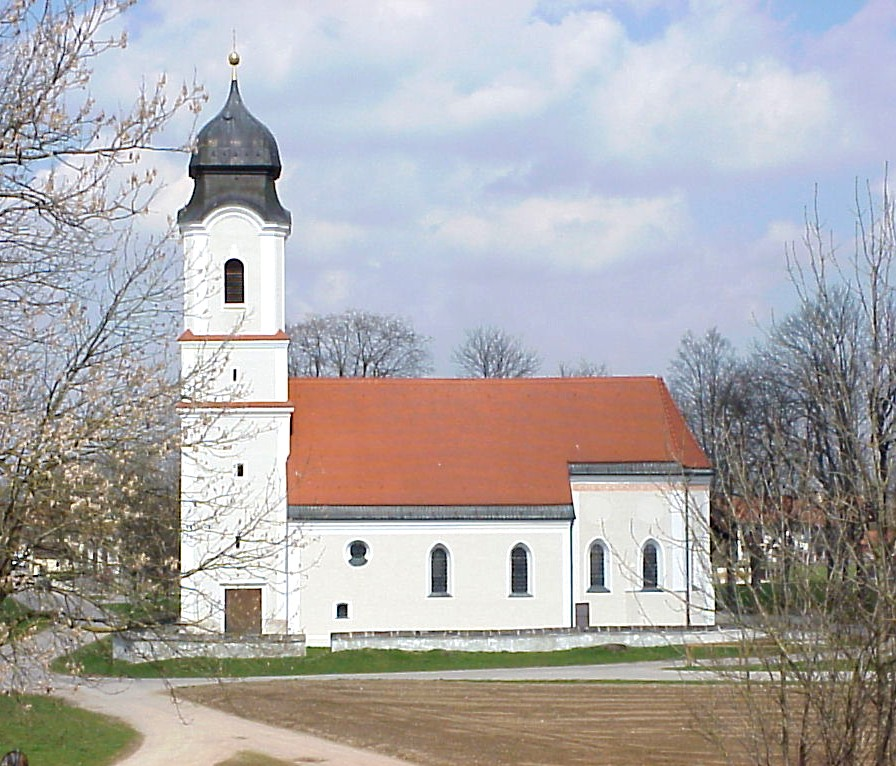
Kościół pw. św. Leonarda (St. Leonhard)

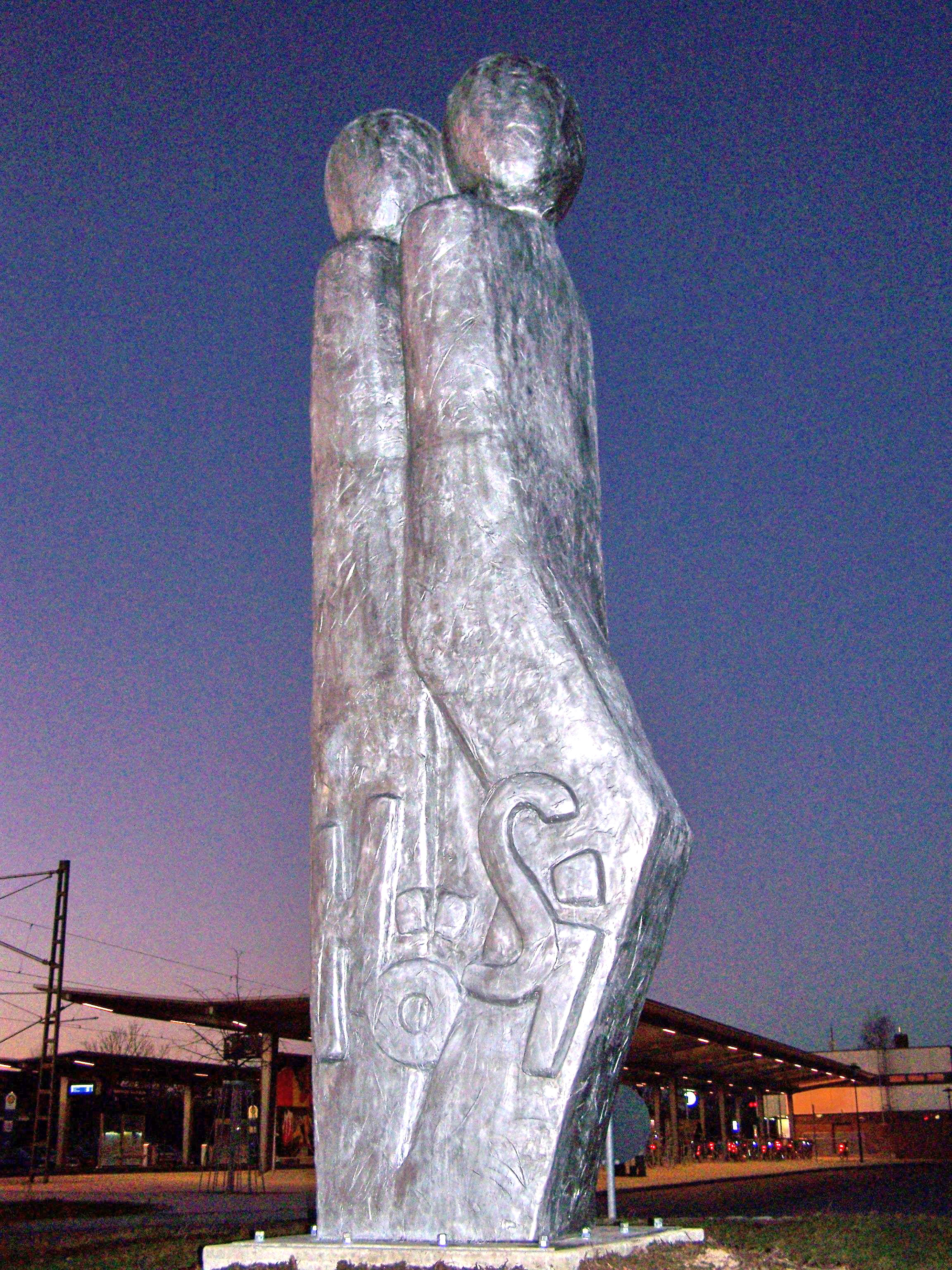
Rzeźba HöSi

Höhenkirchen-Siegertsbrunn – gmina w Niemczech, w kraju związkowym Bawaria, w rejencji Górna Bawaria, w regionie Monachium, w powiecie Monachium. Leży około 17 km na południowy wschód od centrum Monachium, przy linii kolejowej Monachium – Holzkirchen.

## Demografia
Dane o ludności z 31 grudnia 2008:
| Opis                                | Ogółem | Ogółem | Kobiety | Kobiety | Mężczyźni | Mężczyźni |
| ----------------------------------- | ------ | ------ | ------- | ------- | --------- | --------- |
| Jednostka                           | osób   | %      | osób    | %       | osób      | %         |
| Populacja                           | 9430   | 100    | 4750    | 50,37   | 4680      | 49,63     |
| Wiek przedprodukcyjny (0–17 lat)    | 1919   | 20,35  | 916     | 9,71    | 1003      | 10,64     |
| Wiek produkcyjny (18–65 lat)        | 6030   | 63,94  | 3054    | 32,39   | 2976      | 31,56     |
| Wiek poprodukcyjny (powyżej 65 lat) | 1481   | 15,71  | 780     | 8,27    | 701       | 7,43      |

## Polityka
Wójtem gminy jest, rada gminy składa się z osób.
|      | CSU | SPD | Zieloni | UBfL | AFWG | Razem |
| 2008 | 8   | 5   | 2       | 3    | 2    | 20    |
| 2002 | 10  | 5   | 1       | 2    | 2    | 20    |